# 米基·麥登
麥可·艾倫·麥登（1979年5月13日—），暱稱為米基·麥登（英語：Mickey Madden），是一位美國音樂家，流行搖滾樂團魔力紅的前貝斯手。2020年7月15日，米基·麥登宣布离开Maroon 5。

## 音樂生涯
麥登生於美國德克薩斯州奧斯丁。他從國中開始與好友傑西·卡麥可（吉他手/和聲）和亞當·李維（主唱/吉他手）在車庫玩音樂。他們身受珍珠果醬樂團和超脫樂團的影響。1994年，鼓手瑞安·杜西克（Ryan Dusick）加入他們，並成立了卡拉之花樂團。
麥登在卡拉之花樂團解散後，進入加州大學洛杉磯分校就讀。在麥登上大學後樂團進行了重組（吉他手詹姆斯·瓦倫丁（James Valentine）加入，而傑西·卡麥可改擔任鍵盤手），並追求新的音樂風格，將團名改為魔力紅。縱觀其職業生涯，樂團目前已發行了五張錄音室專輯：《珍·情歌》（2002年）、《著魔嗎·久等了》（2007年）、《愛不釋手》（2010年）、《無所不在》（2012年）及《第五輯》（2014年）。

## 個人生活
麥登是一位素食主義者。

## 外部連結
- - 魔力紅官方網站 （页面存档备份，存于）